# Helen Dunbar
Pour les articles homonymes, voir Dunbar (homonymie).

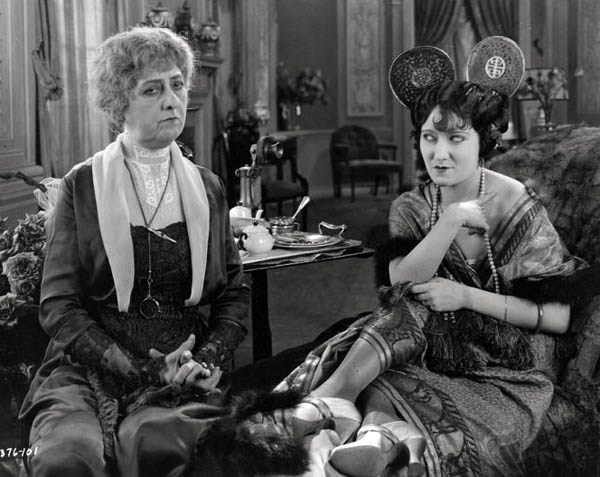
Avec Gloria Swanson (à d.), dans L'Heure suprême (1921)

Katheryn Burke Lackey, née le 10 octobre 1863 à Philadelphie (Pennsylvanie) et morte le 28 août 1933 à Los Angeles (Californie), est une actrice américaine, connue sous le nom de scène d’Helen Dunbar.

## Biographie
Helen Dunbar entame sa carrière au théâtre et joue notamment à Broadway (New York) en 1899, dans une comédie musicale.
Au cinéma, elle contribue à cent-soixante-dix-sept films américains sortis entre 1912 et 1926, donc exclusivement durant la période du muet.
Mentionnons Le Mari de l'Indienne de Cecil B. DeMille (version 1918, avec Elliott Dexter et Ann Little), L'Heure suprême (1921) et Le Droit d'aimer (1922) de Sam Wood, ou encore Mondaine de Richard Rosson et Lewis Milestone (1926), ces trois derniers aux côtés de Gloria Swanson.

## Théâtre à Broadway
- 1899 : Helter Skelter, comédie musicale, musique de John Stromberg, lyrics d'Harry B. Smith, livret d'Edgar Smith (en) : Lord Panorama

## Filmographie
- 1912 : The Voice of Conscience (en) de Theodore Wharton (court métrage) : Mme Frank Craig
- 1912 : When Wealth Torments (it)
- 1913 : A Wolf Among Lambs (it)
- 1913 : The Love Lute of Romany de Theodore Wharton (court métrage) : Mme Rogers
- 1914 : One Wonderful Night d'E. H. Calvert : Mme Horace P. Curtis
- 1915 : Graustark (en) de Fred E. Wright (en)
- 1915 : The Second in Command de William Bowman : Lady Sarah Harburgh
- 1916 : In the Diplomatic Service de Francis X. Bushman : Mme Ryerson
- 1916 : Romeo and Juliet (en) de John W. Noble (en) et Francis X. Bushman
- 1917 : The Great Secret (en) de Christy Cabanne : Jane Warren
- 1918 : La Petite Milliardaire (The Shuttle) de Rollin S. Sturgeon : Mme Vanderpoel
- 1918 : Hitting the High Spots (en) de Charles Swickard
- 1918 : Un garçon parfait (More Trouble) d'Ernest C. Warde
- 1918 : Le Mari de l'Indienne ou Un cœur en exil (The Squaw Man) de Cecil B. DeMille : la comtesse douairière
- 1918 : Inside the Lines de David Hartford
- 1918 : Wedlock de Wallace Worsley
- 1919 : Fighting Through de Christy Cabanne : Mme Warren
- 1919 : Men, Women, and Money de George Melford
- 1919 : Les Responsables (Common Clay) de George Fitzmaurice : Mme Fulertoon
- 1919 : À tort et à travers (All Wrong) de Raymond B. West et William Worthington : Mme Donald Thompson
- 1920 : The City of Masks de Thomas N. Heffron : Mme Smith-Parvis
- 1920 : The Furnace de William Desmond Taylor : Lady Foulkes-Brent
- 1920 : You Never Can Tell de Chester M. Franklin
- 1921 : L'Heure suprême (The Great Moment) de Sam Wood : Lady Crombie
- 1921 : L'Indésirable (The Little Clown) de Thomas N. Heffron : Mme Beverley
- 1922 : Le Droit d'aimer (Beyond the Rocks) de Sam Wood : Lady Ada Fitzgerald
- 1922 : Le Champion (The World's Champion) de Phil Rosen : Mme Burroughs
- 1922 : Le Calvaire de madame Mallory (The Impossible Mrs. Bellew) de Sam Wood : Tante Agatha
- 1923 : Hollywood de James Cruze
- 1923 : La Flétrissure (The Cheat) de George Fitzmaurice : la duègne
- 1923 : L'Appel de la vallée (The Call of the Canyon) de Victor Fleming : Tante Mary
- 1924 : Amours de Reine (Three Weeks) d'Alan Crosland : Lady Henrietta Verdayne
- 1924 : Le Capitaine Blake (The Fighting Coward) de James Cruze : Mme Rumford
- 1924 : Souvent femme varie (Changing Husbands) de Paul Iribe et Frank Urson
- 1924 : O sole mio (This Woman) de Phil Rosen
- 1925 : Un homme sans conscience (The Man Without a Conscience) de James Flood : Mme Graves
- 1925 : New Lives for Old de Clarence G. Badger
- 1925 : L'Éventail de Lady Windermere (Lady Windermere's Fan) d'Ernst Lubitsch : Mme Cowper-Cowper
- 1925 : Mésalliance (Siege) de Svend Gade : la mère de Frederika
- 1925 : Compromise d'Alan Crosland
- 1926 : His Jazz Bride (en) de Herman C. Raymaker
- 1926 : Souvent est pris ou La Double Mort du capitaine Frazer (The Man Upstairs) de Roy Del Ruth : Tante Hattie
- 1926 : La Soirée des dupes (The Beautiful Cheat) d'Edward Sloman : Mme Leland Bruckman
- 1926 : C'était un prince (Meet the Prince) de Joseph Henabery : Mme Gordon McCullan
- 1926 : Mondaine (Fine Manners) de Richard Rosson et Lewis Milestone : Tante Agatha
- 1926 : Stranded in Paris d'Arthur Rosson : Mme Van Wye